# Струнный квартет № 15 (Шостакович)
Струнный квартет № 15 Ми-бемоль минор, соч. 144 — последний струнный квартет Дмитрия Шостаковича, написанный в 1974 году. Примерная продолжительность звучания 36 минут.
Как и Одиннадцатый квартет, это — многочастное сочинение, исполняемое без пауз между частями (то есть attacca). При этом все шесть частей квартета adagio. Каждая часть непосредственно соединена с предыдущей и последующей, от чего создаётся впечатление «тридцатиминутного адажио».
«Эта необычная система времени порождает соответствующее ощущение: когда кончается весьма продолжительное сочинение, кажется, что оно только начиналось, и хочется слушать его ещё и ещё», — писал ученик Шостаковича композитор Борис Тищенко в своей рецензии на первое исполнение квартета в Ленинграде квартетом им. Танеева. По предположению музыковеда Ричарда Бёрка, четыре внутренних раздела квартета представляют собой описание жизненного пути человека, от юности (Серенада) к смерти (Траурный марш), финальный Эпилог представляет собой воспоминание о герое, а открывающая произведение Элегия — вынесенный в начало повествования флэшбек.

## Строение квартета
1. Элегия. Adagio
2. Серенада. Adagio
3. Интермеццо. Adagio
4. Ноктюрн. Adagio
5. Траурный марш. Adagio molto
6. Эпилог. Adagio

## Исполнения квартета
Премьеру квартета 15 ноября 1974 года в Доме Композиторов в Ленинграде исполнил Квартет имени Танеева в составе: Владимир Овчарек, Григорий Луцкий, Виссарион Соловьёв, Иосиф Левинзон.
Впервые за долгие годы премьеру квартета Шостаковича играл не квартет имени Бетховена. «Весь зал приветствовал композитора стоя, присутствующего на премьере» (Б. Тищенко).